# Nậm Cuổi (suối)
Nậm Cuổi hay Suối Cuổi là dòng suối chảy ở huyện Sìn Hồ tỉnh Lai Châu, Việt Nam.
Nậm Cuổi dài 30 km, diện tích lưu vực 136 km² mã sông là "02 02 63 29 05".
Nậm Cuổi khởi nguồn từ phần đông bắc xã Nậm Cuổi, chảy hướng tây nam. 22°09′29″B 103°33′33″Đ / 22,158184°B 103,559198°Đ
Đến bản Là Cuổi xã Căn Co thì Nậm Cuổi đổ vào Nậm Mạ. 22°11′56″B 103°25′36″Đ / 22,198834°B 103,426781°Đ Cửa sông nay là lòng hồ Thủy điện Sơn La.
Tên suối được dùng đặt tên các bản Cuổi Tở, Cuổi Nưa, Hua Cuổi, Là Cuổi và xã Nậm Cuổi.
Dự án Thủy điện Nậm Cuổi có công suất lắp máy 11 MW, năm 2019 đang làm thủ tục.